# Wedanus
Genre
Wedanus est un genre de copépodes de la famille des Rhynchomolgidae.

## Distribution
Les espèces de ce genre se rencontrent dans l'océan Pacifique en Indonésie et à Taiwan.
Les espèces de ce genre sont associées à des scléractiniaires.

## Liste des espèces
Selon World Register of Marine Species (23 décembre 2017) :
- Wedanus formosanus Cheng, Ho & Dai, 2008
- Wedanus inconstans Humes, 1978

## Publication originale
- Humes, 1978 : A poecilostome copepod parasitic in a scleractinian coral in the Moluccas. Hydrobiologia, vol. 58, no 2, p. 119-128.